# Nefta Lee
Neftalí Cristóbal González (Orense, España, 7 de enero de 1982) más conocido como Nefta Lee es un cantante y compositor español. Es conocido por haber grabado con el excantante de Bersuit Vergarabat Gustavo Cordera, Onda Vaga, Hilda Lizarazu y Fernando Samalea entre otros. En la actualidad también se desempeña como compositor para otros artistas.

## Biografía
Nefta Lee nació el 7 de enero de 1982 en la localidad de Orense, España. Actualmente reside en Madrid Se radicó en Buenos Aires (Argentina) en el 2010 donde ha desarrollado gran parte de su actividad musical consolidándose como uno de los artistas más relevantes de los últimos años. En 2011 editó su primer álbum titulado "Y una cosa llevó a la otra", con 10 canciones entre las que se destacan "Transparente" donde colabora Gabriel Jolivet (exguitarrista de Patricio Rey y sus Redonditos de Ricota) y "Tú y yo", a dúo con Hilda Lizarazu. Durante esta etapa ha recorrido diferentes escenarios, tanto en Capital Federal como en el interior del país e incluso cruzando el charco de un salto para presentarse en Uruguay.En el 2014 lanza "Perverts" que alterna composiciones en español y en inglés, y en el que grabó con artistas como Gustavo Cordera, Onda Vaga o Fernando Samalea entre otros. En su último trabajo, Por amor a helarte (2017), hace un giro más y vuelve a cantar en castellano explorando diferentes tradiciones musicales desde el retiro de una casa noruega, y junto al músico Roberto Portillo como arreglista. En él, une el sonido pop rock de su anterior trabajo a unas canciones de cadencia latinoamericana y a letras que hablan decididamente de amor. La evolución musical de Nefta Lee ha sido notable en cada disco hacia un estilo naif que combina géneros muy diversos con fuertes melodías y un estilo vocal muy personal.
Actualmente Nefta Lee está presentando su tercer LP "Por amor a helarte". Este nuevo trabajo cuenta con la colaboración de Roberto Portillo en guitarras y arreglos y con la producción de Sebastián Merlín (Jorge Drexler).

## Discografía
- Nefta EP (2004) Independiente
- Y una cosa llevó a la otra.. (2011) CRN Discos
- Perverts (2014) SC Entertainment
- Por Amor a Helarte (2017)

### Colaboraciones
- Tu y yo (con Hilda Lizarazu, 2011)
- Quiero que seas tú (con Gustavo Cordera, 2015)
- En Ucrania (con Onda Vaga, 2015)